# Ivana Sekyrová
Ivana Sekyrová, rozená Rubášová (* 13. října 1971 Klatovy) je česká atletka, běžkyně, jejíž specializací jsou dlouhé tratě. Je držitelkou českého rekordu v běhu na 20 000 metrů na dráze (1.15:50,92 – 22. listopadu 2009, Plzeň). Drží také národní rekord v hodinovce (16 422 m – 12. červen 2008, Ostrava).

## Kariéra

### Začátky
S atletikou začínala v roce 1987 v Klatovech. V letech 1988 – 1996 hájila barvy oddílu Škody Plzeň a od roku 1997 působila v AC Start Karlovy Vary. V současnosti závodí za AK Sokolov. V počátcích své kariéry se věnovala sprintům a skoku do dálky.

### Domácí úspěchy
Později se specializovala na čtvrtku s překážkami (osobní rekord 58,41 s), kde vybojovala dva tituly mistryně ČSFR/ČR (1992, 1994). Dlouhým tratím se věnuje přibližně od roku 2004. V letech 2006 – 2008, 2011 a 2013 se stala mistryní ČR v půlmaratonu (os. rekord 1.14:06 – 2013, Pardubice). V roce 2010 a 2011 vítězka silničního běhu na 10 km Běchovice – Praha. Na Mistrovství ČR v atletice 2010 v Třinci získala dvě stříbrné medaile (10 000 m, 3000 m překážek).

### Splněný limit
Dne 15. dubna 2012 absolvovala poprvé v kariéře maraton. Trať dlouhou 42,195 km zvládla v nizozemském Rotterdamu v čase 2.34:23, čímž s více než dvouminutovou rezervou splnila přísnější kvalifikační A limit MOV/IAAF (2.37:00) na letní olympijské hry do Londýna. Zároveň se tímto časem zařadila na čtvrté místo v národních tabulkách. Rychleji z českých běžkyň zaběhly maraton jen Mária Starovská (2.34:07), Anna Pichrtová (2.32:39) a Alena Peterková (2.25:19).
Olympijský maraton v Londýně dokončila v čase 2.37:14 na celkovém 67. místě, přičemž na půlmaratonské metě proběhla v čase 1.17:05. Na olympijskou vítězku z Etiopie Tiki Gelanaovou v cíli ztratila 14 minut a 7 sekund.

## Osobní život
Pracuje jako učitelka na gymnáziu v Sokolově, kde žáky učí tělesnou a občanskou výchovu.